# Albert Schiestl-Arding
Albert Schiestl-Arding (født 27. april 1883 i Erding; død 14. februar 1937 i Bremen) var en tysk maler hvis arbejder er blevet betegnet som 'ekspressiv realisme'.
Schiestl-Arding studerede 1901-03 i München ved Akademie der Bildenden Künste München hos Ludwig von Herterich. Han deltog 1905 i en udstilling i München og var 1906 virksom i Bremen som dekorationsmaler og med retouchering af fotografier. Under 1. verdenskrig meldte han sig som frivillig, hvilket førte ham til Somme og Flandern. Efter krigen slog han sig ned i Worpswede og arbejdede dér som fri maler. Det er i denne periode hans arbejder har givet anledning til karakteristikken 'ekspressiv realisme'.
Efter i 1923 at have bragt sine arbejder sammen til en udstilling var Schiestl-Arding så uheldig at miste det ved en husbrand, og han tilbragte de følgende par år fattig og uden midler i Bremen. 1926 vendte han tilbage til Worpswede hvor han havde en soloudstilling, og tiden derefter var han aktiv med maleriet og deltog i udstillinger af Münchener Neue Secession (de) og Worpsweder Kunstschau. Senere havde han portrætopgaver i Düsseldorf, og i 1930'erne dominerede stilleben hans arbejder. Han døde i Bremen af lungetuberkulose.
| - Værker af Albert Schiestl-Arding - Hus i Worpswede, 1920-22 - Hus i Worpswede. Bagsiden af forrige maleri. 1920'erne - Sonnenblumen, ca. 1920 |

| - To heste, 1921 - Jagtstilleben, 1937 (usikker) Jagdstillleben |